# Shawn Johnson East
Shawn Machel Johnson East (ur. 19 stycznia 1992 w Des Moines) – amerykańska gimnastyczka sportowa. Mistrzyni i trzykrotna wicemistrzyni olimpijska 2008 z Pekinu. 3-krotna mistrzyni świata (2007), 5-krotna mistrzyni igrzysk panamerykańskich.
Johnson ogłosiła zakończenie kariery sportowej 3 czerwca 2012 rezygnując tym samym z walki o miejsce w drużynie olimpijskiej z powodu kontuzji kolana.
W 2009 roku zwyciężyła w 8. edycji amerykańskiego show Dancing with the Stars w parze z Markiem Ballasem. We wrześniu 2012 zajęła drugie miejsce w gwiazdorskiej, 15. edycji programu, w parze z Derekiem Houghem.
24 lipca 2015 zaręczyła się z zawodnikiem futbolu amerykańskiego, Andrew Eastem podczas meczu baseballa Chicago Cubs. Para pobrała się 16 kwietnia 2016 we Franklin. Shawn i Andrew zaczęli wspólnie prowadzić kanał YouTube i nagrywać podcasty. W 2017 roku ogłosili, że Shawn jest w ciąży, ale wkrótce potem poroniła. 29 października 2019 roku urodziła pierwsze dziecko, córkę Drew Hazel. 19 lipca 2021 roku na świat przyszedł ich syn Jett James.

## Sukcesy
| Rok  | Zawody               | Miasto    | Miejsce | Konkurencja             | Punktacja |
| ---- | -------------------- | --------- | ------- | ----------------------- | --------- |
| 2007 | Mistrzostwa świata   | Stuttgart | 1       | Wielobój indywidualne   | 61.875    |
| 2007 | Mistrzostwa świata   | Stuttgart | 1       | Wielobój drużynowo      | 184.400   |
| 2007 | Mistrzostwa świata   | Stuttgart | 1       | Ćwiczenia wolne         | 15.250    |
| 2008 | Igrzyska olimpijskie | Pekin     | 1       | Ćwiczenia na równoważni | 16.225    |
| 2008 | Igrzyska olimpijskie | Pekin     | 2       | Wielobój indywidualnie  | 62.725    |
| 2008 | Igrzyska olimpijskie | Pekin     | 2       | Wielobój drużynowo      | 186.525   |
| 2008 | Igrzyska olimpijskie | Pekin     | 2       | Ćwiczenia wolne         | 15.500    |

## Galeria

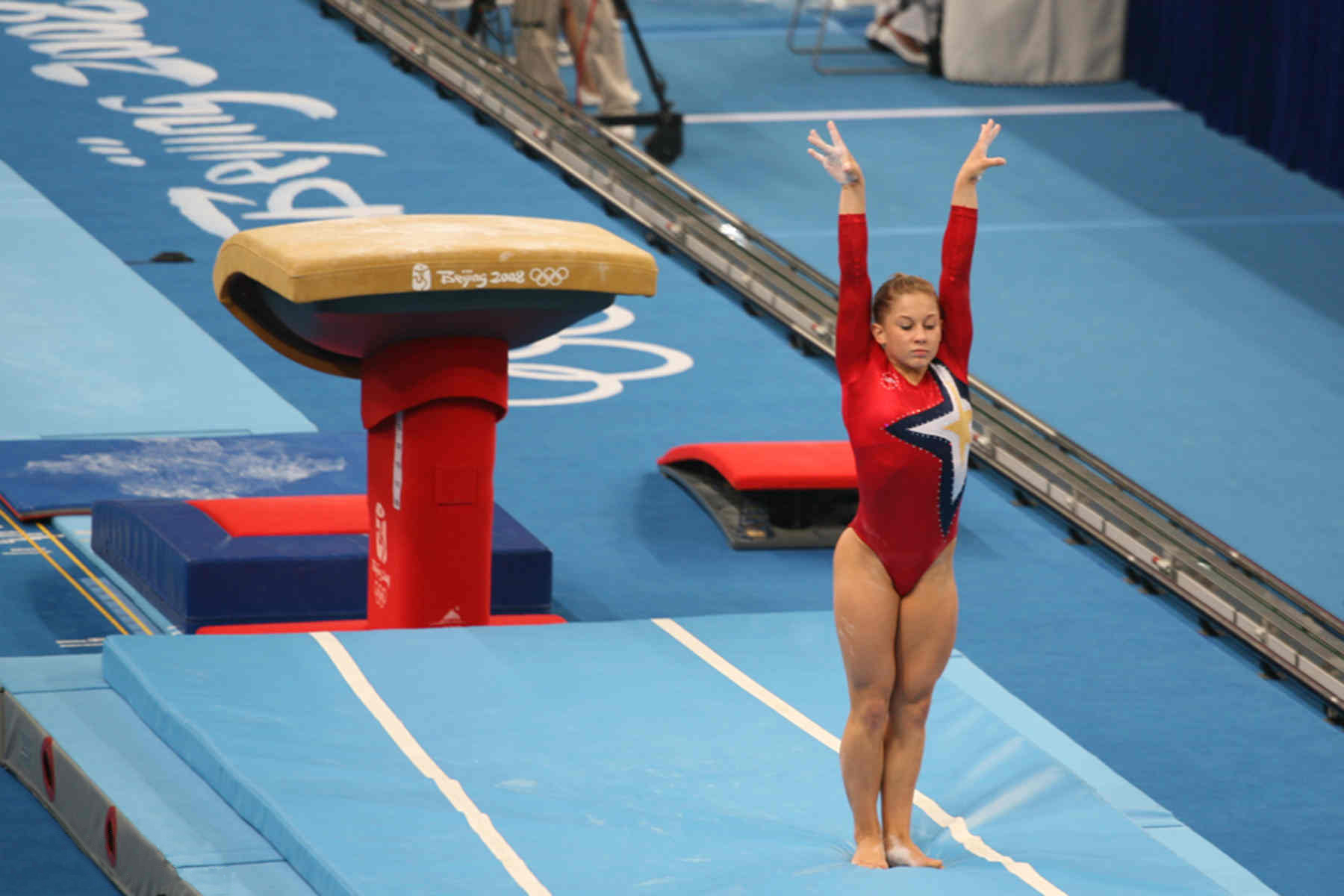
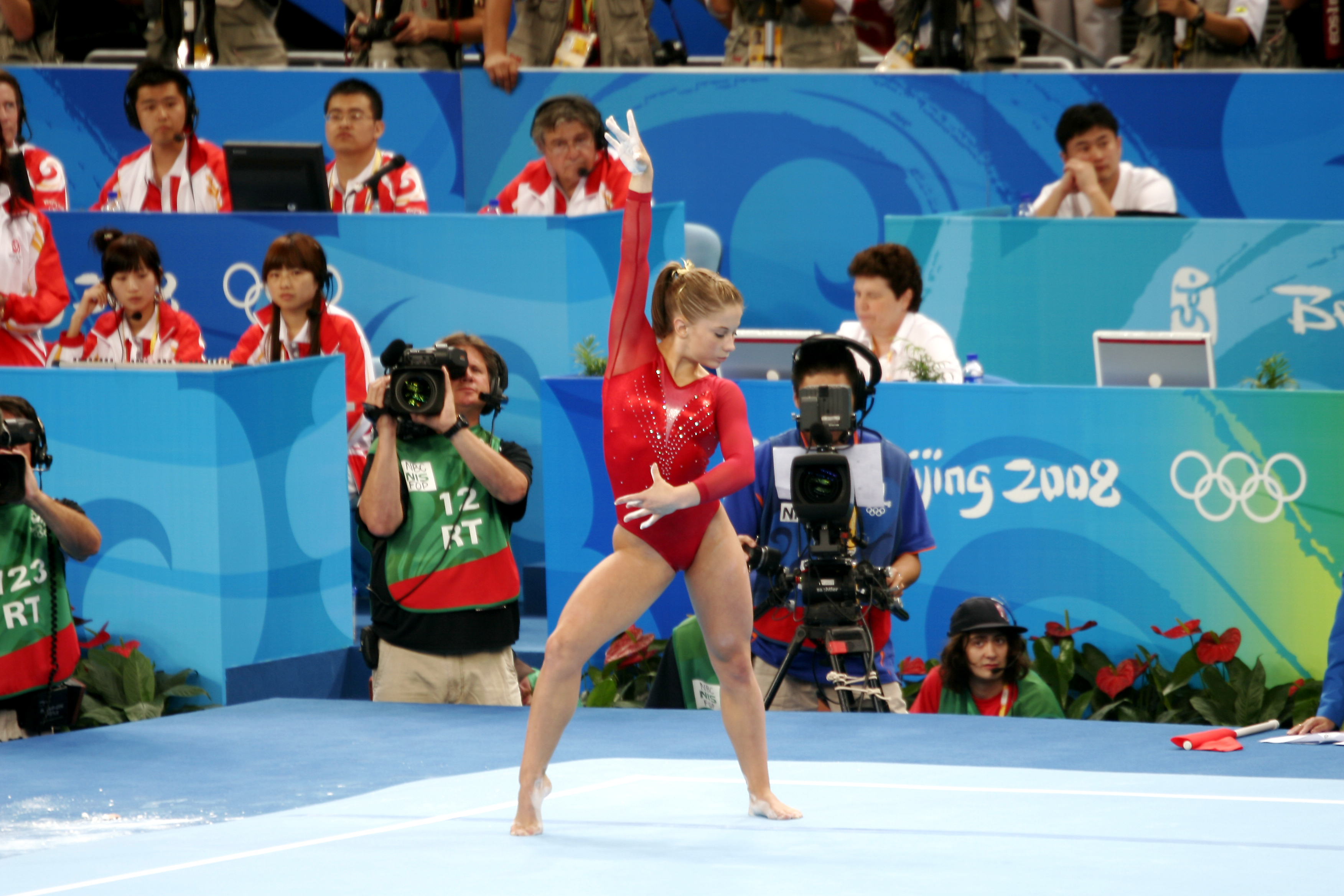
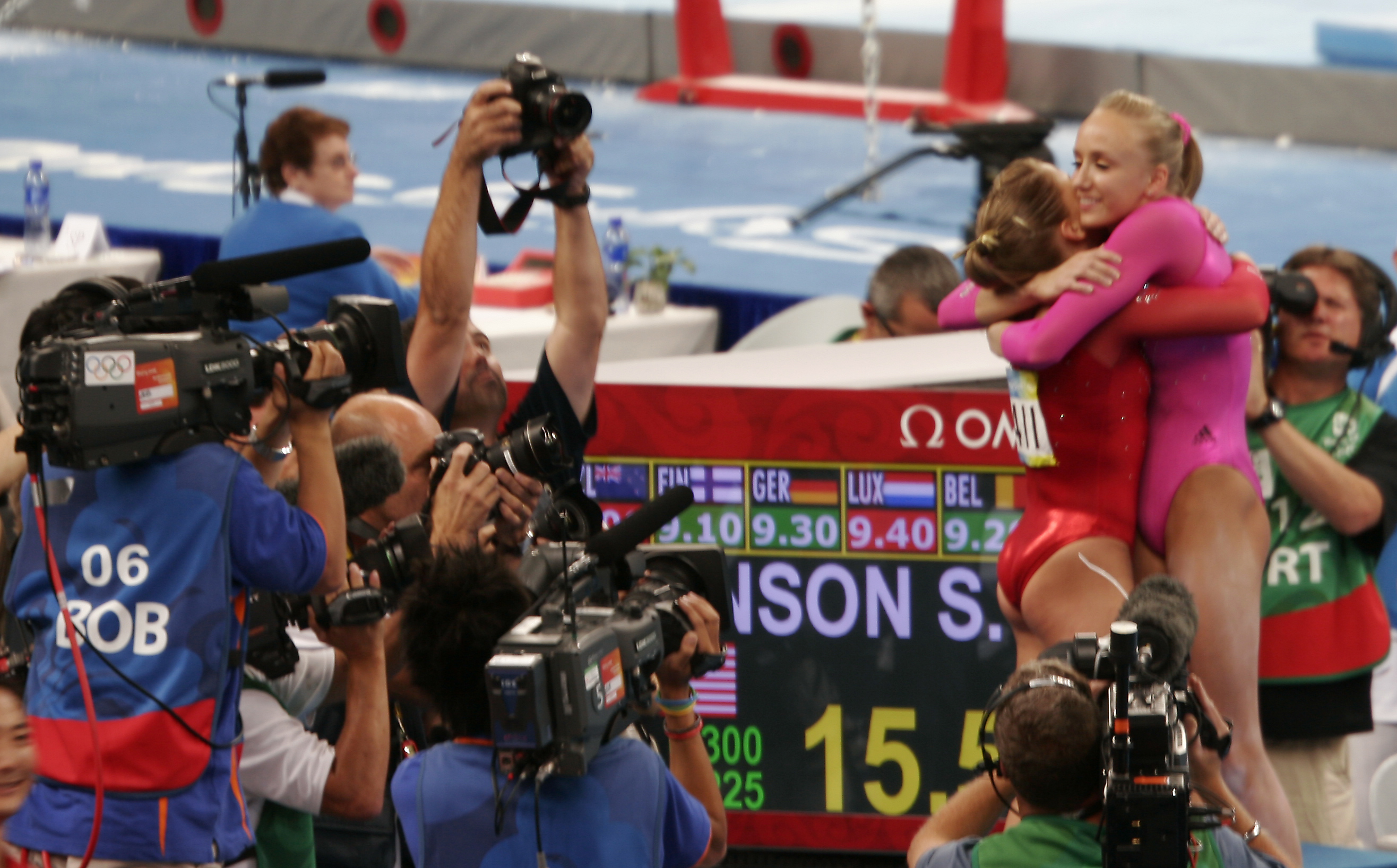
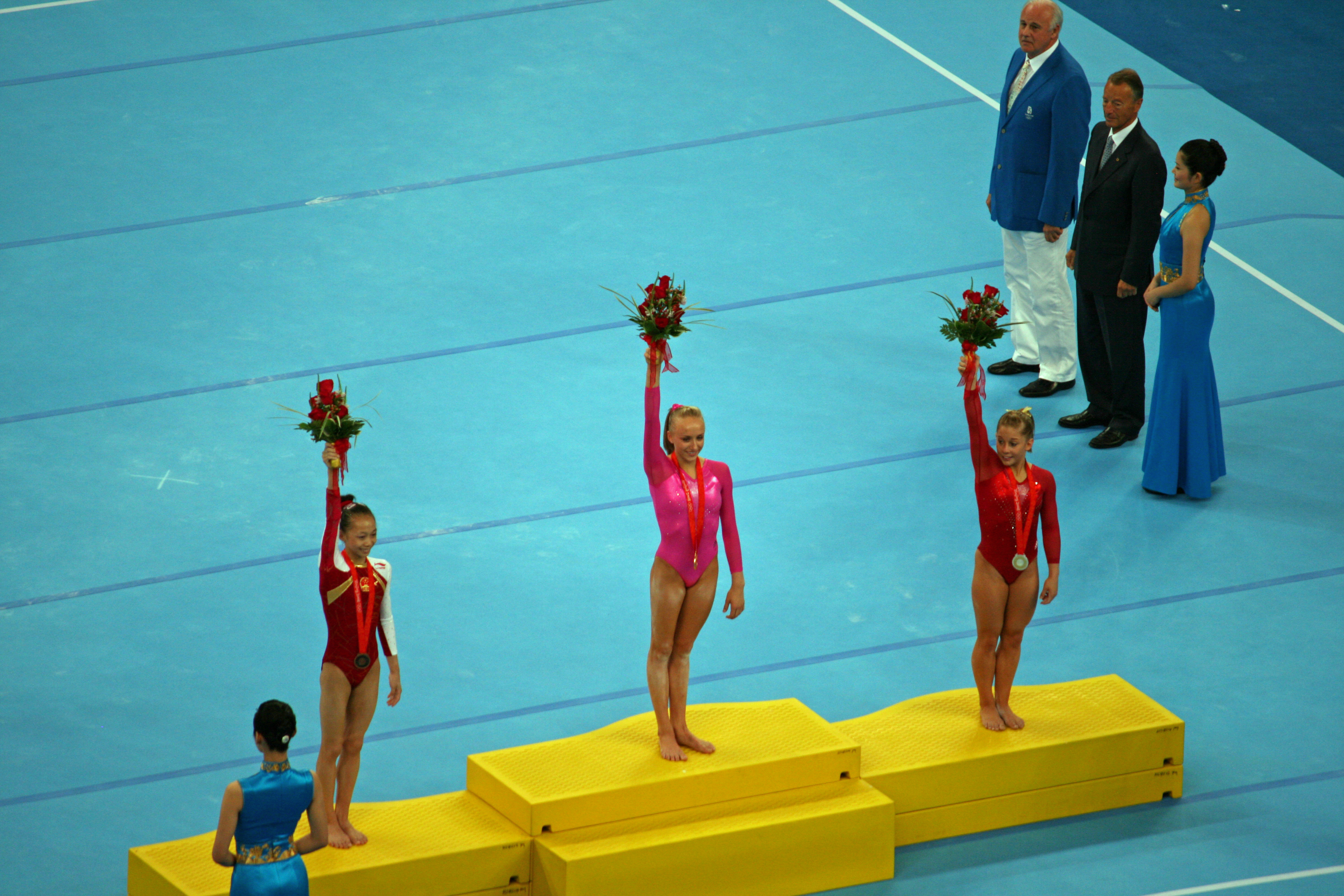

Igrzyska olimpijskie 2008